# Liste der Universitäten in Sambia
Die Liste der Universitäten in Sambia umfasst die Universitäten in dem afrikanischen Staat Sambia.
- Cavendish University Zambia
- Copperbelt University
- Mulungushi University
- National Institute of Public Administration
- Northrise University
- University of Zambia
- Zambia Catholic University
- Zambian Open University